# نگوین هانگ دوک
نگوین هانگ دوک (ویتنامی: Nguyễn Hoàng Đức؛ زادهٔ ۱۱ ژانویهٔ ۱۹۹۸) بازیکن فوتبال اهل ویتنام است که در پست هافبک هجومی برای تیم ملی فوتبال ویتنام و باشگاه فوتبال ویتل در لیگ دسته اول فوتبال ویتنام بازی می‌کند.
وی همچنین در تیم‌های ملی فوتبال زیر ۲۳ سال ویتنام و ویتنام بازی کرده‌است.